# Липовача (Раковиця)
44°58′ пн. ш. 15°42′ сх. д. / 44.96° пн. ш. 15.70° сх. д.
Липовача (хорв. Lipovača) — населений пункт у Хорватії, у Карловацькій жупанії у складі громади Раковиця.

## Населення
Населення за даними перепису 2011 року становило 157 осіб.
Динаміка чисельності населення поселення: